# Yvan Lachaud
Pour les articles homonymes, voir Lachaud.
Yvan Lachaud, né le 4 mars 1954 à Nîmes, est un directeur d'établissement scolaire et homme politique français, membre d’Horizons.
Directeur d'un groupe scolaire privé depuis 1988, il est député de la 1re circonscription du Gard de 2002 à 2012 et  président de la communauté d'agglomération Nîmes Métropole de 2014 à 2020. 

## Biographie

### Famille
Yvan Lachaud est né le 4 mars 1954 à Nîmes, du mariage de Jacques Lachaud et d'Odette Roux. Sa mère femme de ménage, l'élève seul dans le quartier Richelieu[réf. nécessaire].
Le 3 septembre 1977, il épouse Mireille Valladier, orthophoniste. De cette union, naissent quatre enfants,.

### Formation
Après ses classes à l'institut Saint-Stanislas de Nîmes, il est étudiant à la faculté de Montpellier où il obtient le CAPET en mathématiques,.

### Carrière professionnelle
À l'issue de ses études, après des petits boulots d'électricien, il est nommé professeur de mathématiques. Pour Jacques Molénat, sa « vie » est alors « dévorée par l'ambition et le travail » : il « grimpe à la force du poignet dans l'échelle sociale ».
Depuis 1988, il est directeur d'un groupe scolaire privé portant le nom d'Emmanuel d'Alzon ,,.

### Carrière politique
Aux élections municipales de 1989, il est directeur de campagne de Jean Bousquet.
Devenu secrétaire départemental de Force démocrate en 1996 avec comme mentor en politique Jean Yannicopoulos, il obtient l'investiture de l'UDF et du RPR pour succéder à Jean Bousquet sur la 1re circonscription du Gard lors des élections législatives de juin 1997. Au second tour de cette élection, une triangulaire dans laquelle figure également Serge Martinez du Front national, il s'incline face au maire de Nîmes Alain Clary (PCF).
Il s'accorde en 2001 avec Jean-Paul Fournier et Franck Proust, pour mener une liste d'union de la droite et du centre aux municipales et de présenter un candidat commun aux législatives l'année d'après. La victoire de cette liste avec 54 % des voix le 18 mars 2001 lui permet de devenir premier adjoint au maire de Nîmes, chargé des finances. Sa suppléante est Françoise Martin.
Il est élu député le 16 juin 2002, pour la XIIe législature, dans la première circonscription du Gard sous l'étiquette de l'UMP. Au cours de ce mandat, il rédige deux rapports parlementaires préparatoires à la loi de 2005 sur le handicap sur la scolarisation des enfants en situation de handicap, puis sur leur formation professionnelle.
Au niveau local, il s'engage, au côté de Philippe Berta, un de ses proches, pour l'autonomie du centre universitaire nîmois, devenu aujourd'hui université de Nîmes.
En 2007, il soutient le candidat de l'UDF François Bayrou au premier tour de l'élection présidentielle. Lorsque le président de l'UDF appelle à « ne pas voter Sarkozy », Yvan Lachaud appelle pour sa part à voter Nicolas Sarkozy[réf. nécessaire].
Yvan Lachaud quitte alors l'UDF et le nouveau parti (MoDem) créé par François Bayrou pour adhérer au Nouveau Centre.
Candidat à sa réélection en tant que député PSLE, pour la XIIIe législature dans la 1re circonscription du Gard, il est tête du premier tour. Il déclare : « c'est énorme. » Soutenu par les candidats du premier tour Simon Casas, Georges Pigeonneau, Michel Servile et Marc Taulelle — qui « ne trouve pas également de dire pour qui il faut voter » —, il gagne 4 000 voix. Il est réélu avec 56,96 % des suffrages face à la candidate socialiste Françoise Dumas (43,04 %).
Sa suppléante est Hélène Alliez-Yannicopoulos, adjointe au maire de Nîmes.
En septembre 2007, pointant des « anomalies » de gestion, il réclame la démission de son collègue Franck Proust de la présidence de la société d'économie mixte de Nîmes métropole (SENIM).
Les 16 et 17 mai 2008, le congrès fondateur du Nouveau Centre est organisé dans sa ville de Nîmes et il devient secrétaire général du mouvement.
En décembre 2010, le président de la République lui confie une mission pour faire émerger de nouvelles réponses à la délinquance des mineurs[réf. nécessaire].
Le 6 juillet 2011, il est élu au premier tour, président du groupe Nouveau Centre à l'Assemblée nationale en remplacement de François Sauvadet nommé au gouvernement[source insuffisante]. Il quitte alors le poste de secrétaire général du Nouveau Centre, où il est remplacé par son adjoint Philippe Vigier.
Lors de la fondation de L'Alliance en 2011, il devient, à titre temporaire, secrétaire départemental de la confédération[réf. nécessaire].
Le 27 janvier 2012, lors de la présentation de ses vœux à Nîmes, il annonce qu'il sera candidat à sa propre succession lors des élections législatives de la première circonscription du Gard[réf. nécessaire]. Il annonce également le même jour que sa suppléante sera à nouveau Hélène Alliez-Yannicopoulos[réf. nécessaire].
En septembre 2012, lors du lancement de l'Union des démocrates et indépendants (UDI), il fait partie des membres fondateurs.
En 2013, il prend part à la Manif pour tous pour s'opposer à la loi Taubira. En 2019, il dira s'être « trompé » sur ce point.
En mars 2014, il devient Président de la communauté d'agglomération de Nîmes Métropole à la suite d'un accord électoral avec l'UMP et Jean-Paul Fournier, réélu pour sa part, à un troisième mandate de maire. Il est aussi premier adjoint au maire jusqu'en 2017, date à laquelle, à la suite de différends avec Jean-Paul Fournier, il passe dans l'opposition municipale, tout en restant Président de la communauté d'agglomération.
Dans le cadre d'une majorité composée des élus de l'UDI et Républicains de la ville de Nîmes, et des maires des 38 autres communes, il conduit une politique tournée vers des finances saines (règlement des emprunts toxiques), l'attractivité économique pour développer l'emploi, et veut faire des économies là où existaient des surcoûts dans le fonctionnement des services publics (10 Millions d'€ sur la DSP transports / 1,5 M€ sur l'eau baisse de 5% du prix de l'eau / économie sur les ordures ménagères permettant à la taxe d'enlèvement d'être baissée de 25%) ,.
Il fait partie de la direction de Les Centristes à la suite de la fusion du Nouveau Centre et des « Bâtisseurs de l'UDI » en décembre 2016.
En mars 2019, il annonce sa candidature aux élections municipales de 2020 à Nîmes. Il obtient le soutien de La République en marche. Il est cependant défait par Jean-Paul Fournier, et arrive troisième derrière la liste de gauche de Vincent Bouget.
En 2022, il se présente aux législatives, avec le soutien de Renaissance, mais cette fois-ci sur la 2e circonscription du Gard, et avec comme suppléante Françoise Cuillé. Il arrive second derrière le sortant Nicolas Meizonnet, et est battu au second tour.
En 2024, il rejoint Horizons comme délégué départemental du parti dans le Gard, avant d’être désigné en juin 2025 chef de file pour les municipales 2026 à Nîmes.

## Mandats et fonctions politiques

### Mandats nationaux
- du 16 juin 2002 à 2012 : député de la 1re circonscription du Gard[1]

### Mandats locaux

#### Commune de Nîmes
- 1995 - 2001 : conseiller municipal[1] d'opposition
- 2001 - 2017 : premier adjoint au maire[1]
- depuis 2017 : conseiller municipal[1] d'opposition

#### Communauté d'agglomération
- 2001 - 2008 : vice-président de la communauté d'agglomération Nîmes Métropole[1], délégué à la politique de la ville
- 11 avril 2014 - 10 juillet 2020 : président

#### Conseil régional du Languedoc-Roussillon
- 1998 - 2002 : conseiller régional du Languedoc-Roussillon[1]

### Fonctions partisanes
- 1997 - 2007 : président de la fédération de l'UDF du Gard[1]
- depuis 2007 : président de la fédération Nouveau Centre du Gard[1]
- 2011 - 2012 : président du groupe du Nouveau Centre à l'Assemblée nationale[1]